# Golfo di Boughrara
Il golfo di Boughrara noto anche come laguna di Boughrara è uno spazio acquatico del sud della Tunisia, situato tra l'isola di Gerba (a nord) e due penisole, quella di Zarzis a est e quella di Jorf a ovest.
Il sito è classificato come zona umida di importanza internazionale dalla Convenzione di Ramsar.